# Plantilla (construcción)
La plantilla es una capa de concreto pobre el cual se instala por debajo de las cimentaciones con el objetivo de dividir el suelo del acero o cimiento, La plantilla protege a la zapata para que su resistencia no sea afectada por las reacciones que se producen en el suelo, como la sedimentación, erosión, etc.
El proceso constructivo de una plantilla de concreto es muy sencillo y no implica el uso de materiales, equipo ni mano de obra especializada,

## Características

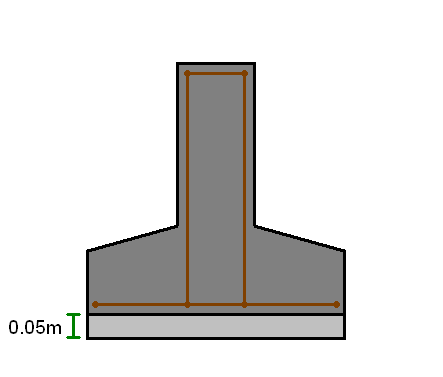
La plantilla se encuentra entre el suelo y la zapata.

La plantilla tiene un grosor de aproximado de 5 a 10 cm según sea el tipo de cimentación y se extiende a lo largo. Está compuesta de concreto de baja resistencia; se extiende anteriormente y por separado de la zapata.
- Datos: Q5643712